# Sovereign Stone
Sovereign Stone est une trilogie littéraire, ainsi qu'un jeu de rôle qui prend part dans le même univers, écrits par Margaret Weis et Tracy Hickman.

## Les romans
- 2000 : Well of Darkness
- 2001 : Guardians of the Lost
- 2003 : Journey into the Void